# Johannes Schick (Politiker)
Johannes Schick (* 8. Februar 1854 in Laupheim; † 10./11. Februar 1930 ebenda) war ein deutscher Politiker (Zentrum).

## Leben
Von 1873 bis 1877 studierte er Rechtswissenschaften an der Eberhard Karls Universität Tübingen. Ab 1874 war er Mitglied der katholischen Studentenverbindung AV Guestfalia Tübingen. Später wurde er noch Mitglied der KDStV Hercynia Freiburg im Breisgau. Er wurde 1883 zum Bürgermeister von Laupheim gewählt und übte dieses Amt bis zum 31. Dezember 1923 aus. Nach dem Tod von Adolph Untersee wurde Schick in Ersatzwahl 1894 als Abgeordneter für das Oberamt Laupheim in die Zweite Kammer des württembergischen Landtags gewählt. Nachdem er 1895, 1900 und 1906 wiedergewählt wurde, versuchte er 1912 vergeblich, seinen gleichnamigen Sohn zum Mandatsnachfolger zu küren.